# Samuel Pepys
Samuel Pepys (Londres, 23 de fevereiro de 1633 – Londres, 26 de maio de 1703) foi um funcionário da administração naval inglesa e um parlamentar.

## Carreira
Ele serviu como oficial do Conselho da Marinha e membro do Parlamento, mas é mais lembrado hoje pelo diário que manteve por quase uma década. Embora não tivesse experiência marítima, Pepys tornou-se o secretário-chefe do Almirantado sob Carlos II e Jaime II por meio de patrocínio, diligência e seu talento para a administração. Sua influência e reformas no Almirantado Inglês foram importantes na profissionalização inicial da Marinha Real.
O diário privado detalhado que Pepys manteve de 1660 a 1669 foi publicado pela primeira vez no século 19 e é uma das fontes primárias mais importantes da Restauração Stuart. Ele fornece uma combinação de revelação pessoal e relatos de testemunhas oculares de grandes eventos, como a Grande Peste de Londres, a Segunda Guerra Anglo-Holandesa e o Grande Incêndio de Londres.

## Royal Society

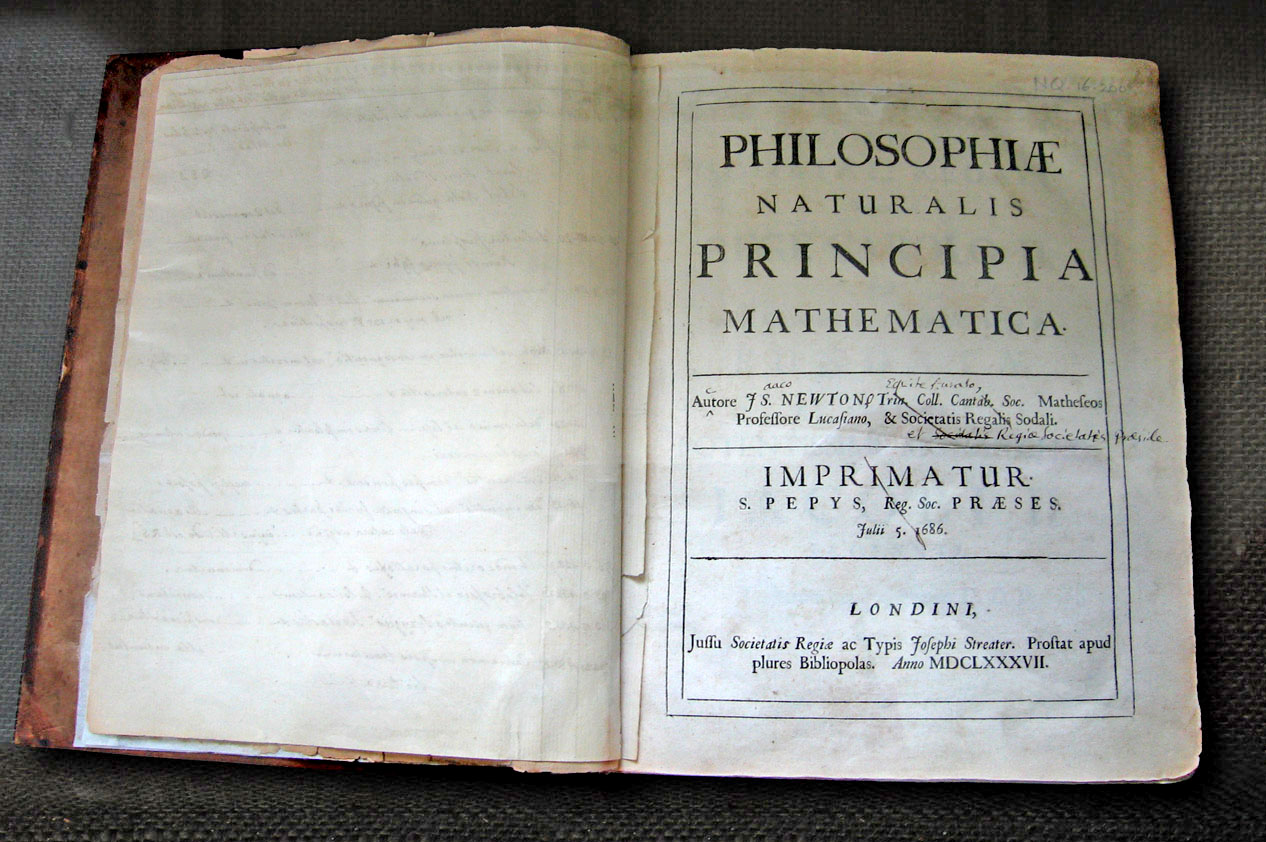
Exemplar pertencente a Isaac Newton da primeira edição do seu Principia Mathematica, com o nome de Pepys

Foi eleito membro da Royal Society em 1665 e serviu como seu presidente de 1 de dezembro de 1684 a 30 de novembro de 1686. O livro de Isaac Newton Principia Mathematica foi publicado durante este período e na sua página título aparece o nome de Pepys.

## Obra
- Memoires (publicado somente em 1825).

### O diario
- Volume I. Introduction and 1660. ISBN 0-7135-1551-1
- Volume II. 1661. ISBN 0-7135-1552-X
- Volume III. 1662. ISBN 0-7135-1553-8
- Volume IV. 1663. ISBN 0-7135-1554-6
- Volume V. 1664. ISBN 0-7135-1555-4
- Volume VI. 1665. ISBN 0-7135-1556-2
- Volume VII. 1666. ISBN 0-7135-1557-0
- Volume VIII. 1667. ISBN 0-7135-1558-9
- Volume IX. 1668–9. ISBN 0-7135-1559-7
- Volume X. Companion. ISBN 0-7135-1993-2
- Volume XI. Index. ISBN 0-7135-1994-0